# Aphrosylus aculeatus
Aphrosylus aculeatus is een vliegensoort uit de familie van de slankpootvliegen (Dolichopodidae). De wetenschappelijke naam van de soort is voor het eerst geldig gepubliceerd in 1979 door Negrobov.